# Табір Фісткленч
Табір Фісткленч (англ. Fist Clench) був дослідницьким табором армії США на льодовиковій шапці Гренландії та всередині неї за 200 миль (320 км) на схід від авіабази Туле. Він використовувався з 1957 по 1960 рік. Він слугував для тестування технологій, що використовувалися у значно більшому таборі "Сенчурі".

## Історія
У 1953 році армія США ініціювала програму досліджень і розробок для сприяння тривалим військовим операціям на Крайній Півночі. Вона включала в себе програму
досліджень і розвитку Гренландії. Північні широти набули стратегічного значення під час холодної війни, оскільки через них проходив найкоротший шлях між Радянським Союзом і Сполученими Штатами для бомбардувальників і ракет. Метою Програми дослідження та освоєння Гренландії було знайти рішення "інженерних та супутніх проблем", необхідних для розбудови, утримання та постачання таборів на льодовиковій шапці Гренландії. У 1953 році група армійських вчених відвідала Гренландію, щоб розглянути конкретні проблемні питання, пов'язані з будівництвом таборів на льодовику. Ці проблеми включали використання снігу як будівельного матеріалу, фундаменти на снігу, контроль над снігом і питання житла, включаючи електропостачання, водопостачання і водовідведення.
Польові дослідження розпочалися в 1954 році на майданчику II (під назвою "
Фісткленч"), розташованому за 220 миль (350 км) на схід від авіабази Туле на висоті 6 800 футів на льодовиковій шапці. Під час дослідження вивчалась можливість використання швейцарської снігоприбиральної машини (Peter Snow Miller) для свердління льодовикової шапки. Успіх цих зусиль призвів до створення підземного табору, названого "Табір Фісткленч" у 1957 році. Інженерний корпус призначив наступні дослідницькі організації армії США для участі в проекті: Науково-дослідний інститут снігу, льоду і вічної мерзлоти (SIPRE), Лабораторія арктичного будівництва і впливу морозу (ACFEL), Інженерні науково-дослідні лабораторії (ERDL) і Експериментальна станція водних шляхів (WES). SIPRE і ACFEL були попередниками Науково-дослідної та інженерної лабораторії холодних регіонів (CRREL)
У 1955 році ВПС США підготували ущільнену снігову злітно-посадкову смугу поблизу об'єкта II. У травні 1957 року прибула команда з одного офіцера і 27 солдатів, які почали розбивати табір для підтримки будівництва табору "Фісткленч". Важкі вантажі прибували по льоду в колонах гусеничних транспортних засобів. Інженери використовували снігоочисник Peter для прокладання тунелів крізь лід. Найбільша з п'яти траншей, довжиною 600 футів, містила житлові приміщення та інженерні комунікації і була 20 футів завширшки і 8 футів заввишки. Всередині були встановлені збірні будівлі. Гофровані сталеві арки покривали стелю, а сніг здувався назад над траншеями, утворюючи дах. Хатини Джеймсуея використовувалися як додаткове укриття як над льодом, так і під ним. Було два дизель-генератори. Як пробна операція, Фісткленч не використовувався для зимівлі військ, але влітку там розміщувалося кілька десятків солдатів. Велика кількість палива, необхідна для роботи Фіст Кленч, вплинула на вибір використання ядерного реактора в таборі Сенчурі. Будівництво "Сенчурі" розпочалося в 1959 році, а табір "Фісткленч" був ліквідований, послуживши прототипом для більшого табору. [2]
У 1957 році група вчених приїхала до табору Фісткленч, щоб спостерігати за активністю сонячних плям в рамках досліджень Міжнародного геофізичного року